# Francisco Lachowski
Francisco „Chico” Lachowski (ur. 13 maja 1991 w Kurytybie) – brazylijski model.
Zwyciężył w konkursie Ford Models „Supermodel of the World”, który zapewnił mu kontrakt o wartości 60 tys. dolarów z agencją. Pracował dla domów mody: Gucci, Armani, Dolce & Gabbana i Versace. Uznawany za jednego z 50 najlepszych modeli męskich na świecie. Jego zdjęcia publikowane były w modowych magazynach, takich jak „GQ” czy „FHM”.

## Życiorys

### Wczesne lata
Urodził się w Kurytybie w rodzinie rzymskokatolickiej jako syn Marii da Costy Lachowski i Roberto Lachowskiego. Wychowywał się z dwoma starszymi siostrami w São Paulo. Jego ojciec ma polskie korzenie, a przodkowie matki pochodzili z Portugalii i Niemiec.
Jego pradziadek, Franciszek Lachowski, po którym otrzymał imię, przybył do Brazylii z matką i ojczymem w 1895. Od 1914 prowadził w Kurytybie fabrykę cukierków „A Vencedora”, angażował się również w działalność licznych polonijnych stowarzyszeń i komitetów. Rodzina Francisco kultywuje polskie tradycje świąteczne, a sam model zna kilka polskich słów.

### Kariera
W 2008 zdobył tytuł „Ford Men's Supermodel of the World” w konkursie zorganizowanym w São Paulo przez amerykańską agencję Ford Models. W początkowym okresie kariery był objęty kontraktem na wyłączność firmy Dior. Później współpracował m.in. z agencjami Premium Models z Paryża czy Models 1 z Londynu.
Prezentował odzież projektantów mody i marek, takich jak m.in.: Dolce & Gabbana, Armani Exchange, Benetton, Dsquared², Gucci czy Big Star. Brał też udział w kampaniach reklamowych czołowych firm odzieżowych.
Był zaliczany do światowej czołówki męskich modeli; w 2012 zajął 16. miejsce w rankingu portalu Models.com, a w 2013 spadł na 50. miejsce zestawienia. W 2014 znalazł się na 25. miejscu najlepiej zarabiających męskich modeli na świecie w rankingu portalu Models.com.
Jego sylwetkę prezentowały żurnale mody, takie jak brazylijski „Made in Brasil”, francuski „L'Officiel Hommes”, „Vogue”, niemiecki „Gentlemen’s Quarterly” i brytyjski „For Him Magazine”.

## Życie prywatne
W 2011 ożenił się z modelką Jessiann Gravel-Beland. Ma dwóch synów: Milo (ur. 2013) i Laslo. Zamieszkał w Paryżu.